# Убатан
Убата (на португалски: Ubatã) е град и община в Източна Бразилия, щат Баия, мезорегион Южна Баия, микрорегион Илеус-Итабуна. Според Бразилския институт по география и статистика през 2010 г. общината има 25 004 жители.